# Isabel Turón de Núñez
Isabel Turón de Nuñez (Madrid, 1932 - Lima 1974) fue una compositora de música clásica española nacionalizada peruana.
Estudió en el Conservatorio Nacional de Música con Edgar Valcárcel. Enfermó gravemente estando en el mejor momento de su carrera.

## Obras
- Módulos para piano.
- Dos canciones (Washington Delgado) para soprano y piano.
- Quinteto para clarinete, fagot, violín, violonchelo y piano.
- Septeto para flauta, saxo soprano, saxo tenor, 2 chelos y piano.
- Esbozos para orquesta.
- Pieza para metales y percusión.
- Concierto para piano y orquesta.